# Colston Hall (Badingham)

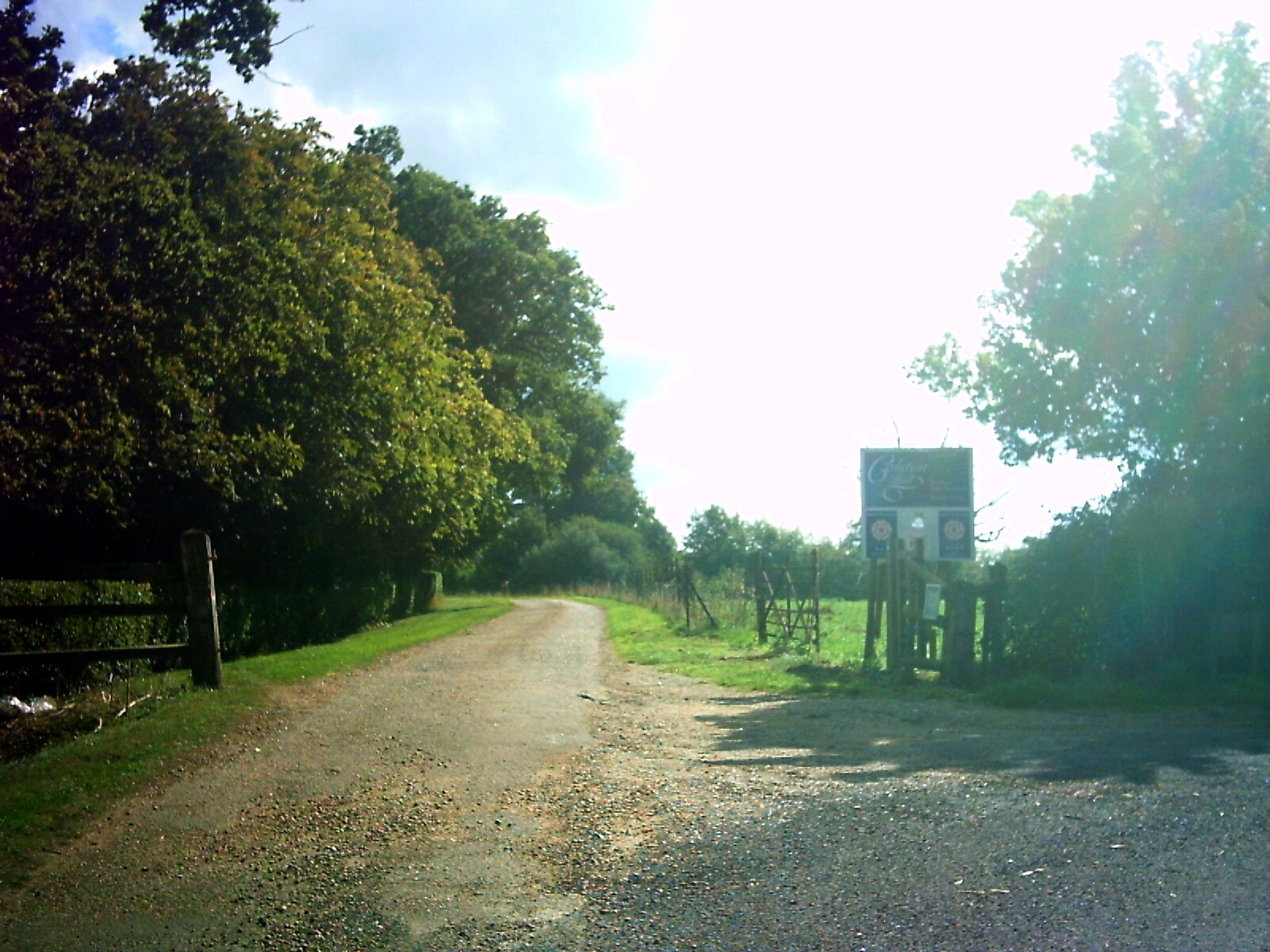
Oprijlaan van Colston Hall

Colston Hall is een voormalig landgoed in de Engelse plaats Badingham, gesticht in de Normandische tijd.

## Geschiedenis
In de tijd van de Normandische verovering van Engeland verkreeg Edric van Laxfield de bezittingen in en rond Badingham. Deze verloor ze echter aan William Malet, een metgezel van Willem de Veroveraar.
Deze bezittingen werden niet veel later herverdeeld, waarbij het landgoed Colston Hall werd samengesteld uit bezittingen van de vrouw van William en landerijen van Hervey de Bourges. Het land van de laatstgenoemde was zo'n 30 ha. groot. In het Domesday Book van 1086 staat dit landgoed vermeld als "Colestone". Over het landgoed noteerde men dat het een bevolking had van 4 huishoudens en een waarde van £1. Hervey de Bourges was de tenant-in-chief.
Colston Hall kwam achtereenvolgens in handen van (onder meer) de families Penning, Derehaugh, Rous (of Rowse), en Clayton. Het landgoed mat bij een openbare verkoop in 1827 ruim 121 hectare. In 1844 was Colston Hall eigendom van Robert Sayer, die ook "Badingham Hall" bezat.

## Huidige situatie
Over het landhuis dat er vanaf het begin gestaan moet hebben, is thans weinig bekend. Het bouwwerk dat de naam "Colston Hall" tegenwoordig draagt, stamt volgens de website van de eigenaar uit begin zestiende eeuw. Het heeft geen vermelding op de Britse monumentenlijst.